# Száheli hangyászcsuk
A száheli hangyászcsuk (Myrmecocichla aethiops)  a madarak osztályának verébalakúak (Passeriformes) rendjébe és a légykapófélék (Muscicapidae) családjába tartozó faj.

## Rendszerezése
A fajt Jean Cabanis német ornitológus írta le 1850-ben.

## Alfajai
- Myrmecocichla aethiops aethiops Cabanis, 1850
- Myrmecocichla aethiops cryptoleuca Sharpe, 1891
- Myrmecocichla aethiops sudanensis Lynes, 1920[2]

## Előfordulása
Afrikában, Burkina Faso, Csád, Kamerun, Kenya, a Közép-afrikai Köztársaság, Gambia, Mali, Mauritánia, Niger, Nigéria, Ruanda, Szenegál, Szudán és Tanzánia területén honos.
Természetes élőhelyei a szubtrópusi vagy trópusi füves puszták és szavannák, valamint víztárolók, szántóföldek és vidéki kertek. Állandó, nem vonuló faj.

## Megjelenése
Testhossza 19 centiméter, testtömege 47–66 gramm.

## Életmódja
Főként rovarokkal, például lepkékkel, termeszekkel, bogarakkal, hangyákkal, szöcskékkel és hernyókkal táplálkozik, de pókokat, kisebb gerinceseket és időnként gyümölcsöt is fogyaszt.

## Természetvédelmi helyzete
Az elterjedési területe rendkívül nagy, egyedszáma pedig stabil. A Természetvédelmi Világszövetség Vörös listáján nem fenyegetett fajként szerepel.